# Ebonée Noel
Ebonée Reigne Noel (* 25. Mai 1990) ist eine amerikanische Schauspielerin mit guyanischen Wurzeln.

## Leben
Ebonée Noel verbrachte ihre Kindheit mit ihrer Mutter, einer ehemaligen Botschafterin der  Vereinten Nationen, an verschiedenen Orten der Welt und besuchte Schulen in Kambodscha, Kroatien, Äthiopien und Israel. Sie absolvierte eine Ausbildung an der Tisch School of the Arts der New York University. Sie lebt in New York City.
Ihr Schauspieldebüt gab sie 2014 in der Fernsehserie Law & Order: Special Victims Unit. Dem deutschsprachigen Publikum ist sie vor allem durch die Fernsehserie FBI bekannt, in der sie seit 2018 in der Hauptrolle der Kristen Chazal zu sehen ist, die in der ersten Staffel noch als Analystin arbeitete und in der zweiten Staffel zum Special Agent befördert wurde.

## Filmografie (Auswahl)
- 2014: Law & Order: Special Victims Unit (Fernsehserie, 1 Folge)
- 2015:  Eye Candy (Fernsehserie, 1 Folge)
- 2016: Long Nights Short Mornings (Film)
- 2017: Still Star-Crossed (Fernsehserie, 7 Folgen)
- 2017:  Wrecked (Fernsehserie, 7 Folgen)
- 2017: I Love You, Daddy (Film)
- 2018–2020: FBI (Fernsehserie, 41 Folgen)
- 2020: FBI: Most Wanted (Fernsehserie, 1 Folge)